# شورنکلیف، کوئینزلند
شورنکلیف (به انگلیسی: Shorncliffe) یک حومه شهر در استرالیا است که در کوئینزلند واقع شده‌است.